# Elecciones legislativas de Argentina de 1882
Las elecciones legislativas de Argentina de 1882 se realizaron el 5 de febrero del mencionado año para renovar la mitad de la Cámara de Diputados, cámara baja del Congreso de la Nación Argentina. Fueron las primeras elecciones de la Capital Federal luego de la federalización de Buenos Aires en 1880.

## Bancas a elegir
| Provincia           | Bancas | A elegir |
| ------------------- | ------ | -------- |
| Buenos Aires        | 16     | 10       |
| Capital Federal     | 9      | 5        |
| Catamarca           | 4      | 3        |
| Córdoba             | 11     | 3        |
| Corrientes          | 6      | 3        |
| Entre Ríos          | 7      | 6        |
| Jujuy               | 2      | 1        |
| La Rioja            | 2      | 1        |
| Mendoza             | 3      | 2        |
| Salta               | 4      | 2        |
| San Juan            | 3      | 1        |
| San Luis            | 3      | —        |
| Santa Fe            | 4      | 2        |
| Santiago del Estero | 7      | 4        |
| Tucumán             | 5      | 3        |
| Total               | 86     | 46       |

## Electos
| Provincia           | Diputado                |
| ------------------- | ----------------------- |
| Buenos Aires        | Emilio de Alvear        |
| Buenos Aires        | Juan Darquier           |
| Buenos Aires        | Eulogio Enciso          |
| Buenos Aires        | Roberto Cano            |
| Buenos Aires        | Diego G. de la Fuente   |
| Buenos Aires        | Vicente Villamayor      |
| Buenos Aires        | Alfredo Lahitte         |
| Buenos Aires        | Daniel de Solier        |
| Buenos Aires        | Bernardo Solveyra       |
| Buenos Aires        | Enrique B. Moreno       |
| Capital Federal     | Eudoro Balsa            |
| Capital Federal     | Julio A. Costa          |
| Capital Federal     | Miguel Navarro Viola    |
| Capital Federal     | Ezequiel N. Paz         |
| Capital Federal     | Nicolás Calvo           |
| Catamarca           | Francisco C. Figueroa   |
| Catamarca           | Mauricio Herrera        |
| Catamarca           | Juan B. Ocampo          |
| Córdoba             | Francisco J. Figueroa   |
| Córdoba             | José M. Olmedo          |
| Córdoba             | Cleto Peña              |
| Corrientes          | Manuel Derqui           |
| Corrientes          | Antonio Cáceres         |
| Corrientes          | Luis A. Díaz            |
| Entre Ríos          | Onésimo Leguizamón      |
| Entre Ríos          | Juan Arigós             |
| Entre Ríos          | Torcuato Gilbert        |
| Entre Ríos          | Olegario Víctor Andrade |
| Entre Ríos          | Luis Leguizamón         |
| Entre Ríos          | Juan M. Febre           |
| Jujuy               | Fenelón de la Quintana  |
| La Rioja            | Adolfo E. Dávila        |
| Mendoza             | Emilio Civit            |
| Mendoza             | Germán Puebla           |
| Salta               | Domingo Güemes          |
| Salta               | Abel B. Ortiz           |
| San Juan            | Juan P. Albarracín      |
| Santa Fe            | Pedro Lucas Funes       |
| Santa Fe            | Manuel D. Pizarro       |
| Santiago del Estero | Pedro Gallo             |
| Santiago del Estero | Dámaso E. Palacio       |
| Santiago del Estero | Absalón Rojas           |
| Santiago del Estero | Napoleón Zavalía        |
| Tucumán             | Luis F. Aráoz           |
| Tucumán             | Emigdio Posse           |
| Tucumán             | Agustín de la Vega      |

1. ↑  Falleció el 21 de abril de 1885, lo reemplaza Epifanio Portela en una elección especial el 28 de junio de 1885.
2. ↑  Renunció el 1 de septiembre de 1884, lo reemplaza Lucio V. Mansilla en una elección especial el 28 de junio de 1885.
3. ↑  Renuncia aceptada el 13 de octubre de 1882, lo reemplaza Julio S. Dantas en una elección especial el 25 de marzo de 1883.
4. ↑  Electo para completar el mandato de Miguel Cané (1880-1884). No se incorporó, lo reemplaza Dámaso Centeno en una elección especial el 10 de septiembre de 1882.
5. ↑  Electo para completar el mandato de Bernardo de Irigoyen (1880-1884).
6. ↑  Renunció el 5 de mayo de 1882, lo reemplaza José Benjamín Romero en una elección especial el 13 de mayo de 1883.
7. ↑  Falleció el 2 de octubre de 1882, lo reemplaza Apolinario Benítez en una elección especial el 4 de marzo de 1883.
8. ↑  Renuncia aceptada el 23 de agosto de 1884, lo reemplaza David Zambrano en una elección especial el 1 de febrero de 1885.
9. ↑  Renunció el 24 de octubre de 1882, lo reemplaza Aureliano Argento en una elección especial el 18 de marzo de 1883.
10. ↑  Renunció el 5 de mayo de 1884, lo reemplaza Felipe Berdía en una elección especial el 15 de junio de 1884.

## Elecciones parciales
| Provincia    | Fecha                    | Candidato              | Votos     |
| ------------ | ------------------------ | ---------------------- | --------- |
| Buenos Aires | 10 de septiembre de 1882 | Dámaso Centeno         | 11.485    |
| Buenos Aires | 10 de septiembre de 1882 | Enrique B. Moreno      | 16        |
| Buenos Aires | 10 de septiembre de 1882 | José María Calderón    | 1         |
| Buenos Aires | 25 de marzo de 1883      | Julio S. Dantas        | ~10.000   |
| Corrientes   | 13 de mayo de 1883       | José Benjamín Romero   | 4.843     |
| Corrientes   | 13 de mayo de 1883       | Eugenio Ramírez        | 266       |
| Entre Ríos   | 4 de marzo de 1883       | Apolinario Benítez     | 3.133     |
| Entre Ríos   | 4 de marzo de 1883       | Francisco J. Fernández | 91        |
| Entre Ríos   | 4 de marzo de 1883       | José Lino Churruarín   | 15        |
| Entre Ríos   | 4 de marzo de 1883       | Martino Ruiz Moreno    | 10        |
| Entre Ríos   | 4 de marzo de 1883       | Félix Amadeo Benítez   | 1         |
| Entre Ríos   | 4 de marzo de 1883       | Miguel M. Ruiz         | 1         |
| Entre Ríos   | 4 de marzo de 1883       | Joaquín Aulier         | 1         |
| Salta        | 4 de junio de 1882       | Sidney Tamayo          | Sin datos |
| Santa Fe     | 2 de julio de 1882       | Luciano Torrent        | 1.325     |
| Santa Fe     | 18 de marzo de 1883      | Aureliano Argento      | 1.169     |

1. ↑  Electo para completar el mandato de Miguel Cané (1880-1884).
2. ↑  Electo para completar el mandato de Vicente Villamayor (1882-1886).
3. ↑  Electo para completar el mandato de Manuel Derqui (1882-1886).
4. ↑  Electo para completar el mandato de Olegario Víctor Andrade (1882-1886). Apolinario Benítez renunció a fines de 1884, lo reemplaza Francisco B. Maglione en una elección especial el 1 de febrero de 1885.
5. ↑  Electo para completar el mandato de Victorino de la Plaza (1880-1884).
6. ↑  Electo para completar el mandato de Manuel María Zavalla (1880-1884).
7. ↑  Electo para completar el mandato de Manuel D. Pizarro (1882-1886).